# Frédéric Dion (aventurier)
Pour les articles homonymes, voir Dion et Frédéric Dion.
Frédéric Dion, né le 27 juin 1977 à Saint-Maurice, Québec, est un aventurier canadien.

## Biographie
Né le 27 juin 1977 à Saint-Maurice au Québec, Frédéric Dion suit un cheminement classique dans le mouvement scout (louveteau, éclaireur, pionnier, animateur). Il entre ensuite dans la réserve des Forces canadiennes à 16 ans ; il est alors le plus jeune militaire au Canada[réf. nécessaire]. Son cheminement en tant que réserviste militaire l’amène à visiter plusieurs océans et ports à travers le monde (45 000 km de navigation) jusqu’en 2003. Parallèlement à sa carrière militaire, il reçoit un diplôme en électronique en 1996. Il quitte ensuite son emploi pour devenir guide de rafting professionnel et kayakiste de sécurité en Mauricie et ailleurs au Québec. Il a accompli plusieurs aventures dont l'une fut reconnue comme première mondiale, soit celle d'atteindre le pôle d'inaccessibilité en Antarctique, seul, à l'aide de skis tirés par un cerf-volant en 2014.
Le 12 mars 2013, l'aventurier, lors de son ascension du mont Blanc, vient en aide à des skieurs en détresse. En reconnaissance de cet acte de courage, il fut décoré de la médaille d'honneur du Gouverneur Général du Canada en octobre 2014.
Il est maintenant aventurier à temps plein et donne des conférences à travers le Québec.

## Projets d'aventures
- 2016 - Largué dans un lieu inhospitalier au Yukon, les yeux bandés, l'aventurier a dû retrouver la civilisation sans boussole, ni vivres. Il a accompli le défi en 10 jours[4].
- 2014-2015 - Traversée de l’Antarctique entre la base russe Novolazarevskaya, le pôle Sud d’inaccessibilité, le pôle Sud et Hercules Inlet. Distance de 4 383 kilomètres, dont 626,6 kilomètres en 24 heures 53 minutes (dernière journée)[5],[6],[7].
- 2014 - Aventure de survie dans le froid extrême du Nord du Québec, sans eau, nourriture, ni équipement. Solo.
- 2014 - 600 kilomètres en kite-ski solo au lac Saint-Jean[8].
- 2013- Ascension du mont Blanc en France[3].
- 2011 - 33 marathons (42,2 km) en 7 semaines en solo au profit d'Opération enfant soleil[9],[10],[11].
- 2010-2011 - Cascade de glace (350 mètres, grade 5+) considérée comme le trophée des ascensions verticales. Coéquipier : Benoît Banville.
- 2010 - Expérience de survie volontaire en Haute-Mauricie. Solo.
- 2009 - Tournage d’un film sur le sud-est de l’Alaska. Coéquipier : Cyril Sancey.
- 2009 - Tournage d’un film au sujet d’une expédition de cerf-volant à traction sur le réservoir Manic-5. Coéquipiers : Benoît Tremblay, Ginette Pearson, Émilie Tremblay, Arnaud Tremblay.
- 2007 - Expédition de kite-ski sur le lac Mistassini. Coéquipiers Jacques Bouffard, Benoît Tremblay, Ginette Pearson, Émilie Tremblay, Dominic Ducas.
- 2006 - Du Belize au Panama à pied, en vélo et en bus, à la rencontre des mondes oubliés. Coéquipière Caroline Mailhot.
- 2005 - Traversée du lac Melville en cerf-volant à traction et ascension des monts Mealy. Coéquipier : Jacques Bouffard.
- 2004 - Remontée du passage intérieur en kayak double (1 200 km) et tentative d’ascension du mont Fairweather. Coéquipier : Étienne St-Arnaud.
- 2003 - Guide et chef d’expédition lors dans les monts Torngat et descente de la rivière Koroc.
- 2002 - Traversée en solitaire du Québec en kayak, de la Mauricie à la baie d'Ungava (3 500 km).

## Filmographie
- 2016-2017 - Participe comme guide de survie et l'un des coanimateurs de l'émission de télévision Expédition Extrême pendant une saison[12],[13],[14],[15].
- 2015 - Antarctique solo sur Canal Évasion[16]
- 2013 - Frédéric Dion : Oser l’aventure[17],[18]
- 2005 - Participation à l'émission Enquête d’aventure à RDI, Productions Vic Pelletier[19]
- 2003 - Participation à l'émission La douce folie de l’aventure à RDI, Productions Vic Pelletier[20]

## Postérité culturelle
- 2016-2017 - Une pièce de théâtre écrite par l'auteur à succès Bryan Perro est produite sur différentes scènes de théâtres québécois sous le titre Antarctique solo et s'inspire de l'aventure de Frédéric Dion en Antarctique[21],[22],[23],[24],[25]. Le rôle principal est interprété par l'acteur Rémy-Pierre Paquin.